# Eugenio Beltrami
Pour les articles homonymes, voir Beltrami.
Eugenio Beltrami (1835-1900), appelé Eugène Beltrami en français, est un mathématicien et physicien italien.
Il est connu pour ses travaux sur l'élasticité, l'hydrodynamique, l’électricité et le magnétisme, mais son nom est surtout associé à l'histoire de la géométrie, et au rôle capital qu'il joua dans l'affermissement des fondements de la géométrie non euclidienne.

## Biographie
Sa famille paternelle comptait des artistes, dont son père, un peintre passionné de miniatures. Né à Crémone en Lombardie, dans l’empire d'Autriche-Hongrie de l’époque, Beltrami commença des études de mathématiques à l’université de Pavie en 1853 où il suivit les cours de Francesco Brioschi, nommé depuis peu professeur de mathématiques appliquées dans cet établissement. Il dut cependant abandonner ses études en 1856 tant par manque de financement, qu'à cause de ses sympathies politiques pour le mouvement du Risorgimento, qui lui avaient valu une expulsion du collège Ghislieri. Pour gagner sa vie, il prit alors un emploi de secrétaire à la direction des chemins de fer Lombardie-Vénétie qui l'amena à Vérone puis à Milan.
Là, il fréquenta l'observatoire astronomique de Brera et, sur une suggestion de Brioschi, se remit à étudier les mathématiques. La formation du royaume d'Italie, en 1861, s'accompagna d'une puissante réforme universitaire. Beltrami publia son premier article en 1862 ce qui permit à Brioschi de le faire nommer sans concours « professeur surnuméraire d'algèbre et de  géométrie analytique » de l'université de Bologne. En 1864 il obtint la chaire de géodésie à l'université de Pise, où il se lia d'amitié avec Enrico Betti et fit la connaissance de Bernhard Riemann, en cure dans cette ville. Il retourna à Bologne en 1866 pour occuper la chaire de mécanique rationnelle. En 1873, il postula pour une chaire de mécanique rationnelle à l’université de Rome, nouvellement construite après le retrait des troupes françaises de Rome. À partir de 1876, il retourna à Pavie pour y occuper la chaire de physique mathématique et en 1891, retourna à Rome, où il exerça ses dernières années de professorat.
Beltrami enseignait avec clarté et élégance les théories les plus modernes et à ce titre, il joua un rôle de premier plan dans la renaissance des mathématiques en Italie : il fut élu président de l'Académie des Lyncéens en 1898, succédant à Brioschi, et fut nommé sénateur en 1899.

## Travaux

### Géométrie différentielle

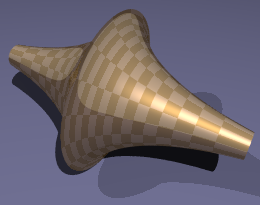
La pseudosphère, surface à courbure négative proposée par Beltrami comme modèle de la géométrie de Lobatchevski.

Beltrami se consacra essentiellement à la géométrie différentielle, poursuivant l'œuvre de Nikolaï Lobatchevski, Carl Friedrich Gauss, Bernhard Riemann et Luigi Cremona. Il traduisit les articles de Gauss sur la représentation conforme et rechercha les conditions de représentation de la géodésique d'une surface comme une droite dans le plan et montra que cela n'est possible que pour les surfaces à courbure constante. C'est en étudiant les surfaces à courbure négative qu'il découvrit son théorème le plus célèbre : dans son article intitulé Essai d'interprétation de la géométrie non euclidienne, il exhiba un modèle concret de la géométrie non euclidienne de Lobatchevski et János Bolyai et la relia à la géométrie riemannienne. Le modèle de Beltrami consiste en une pseudosphère, surface engendrée par révolution de la tractrice autour de son asymptote. Dans cet article, Beltrami ne dit pas explicitement qu'il a démontré la consistance de la géometrie non euclidienne comme indépendante de l'axiome des parallèles, mais souligne plutôt que Bolyai et Lobatchevski ont développé une théorie qui n'est rien d'autre que celle des géodésiques sur une surface à courbure négative. Sa preuve de la contingence de l'axiome des parallèles a été publiée dans la traduction en français des œuvres de Lobatchevski et de Beltrami, due à Jules Hoüel. Beltrami étudia d'autres modèles de la géométrie non euclidienne, comme le demi-plan de Poincaré et le disque de Poincaré.

### Physique
Il s'occupa en outre d'optique, de thermodynamique, d'élasticité, de la théorie du champ électromagnétique. Dans ce dernier domaine, il examina comment devraient être modifiées les lois physiques pour gouverner les phénomènes dans un espace à courbure négative, et il produisit une généralisation de l'opérateur de Laplace (voir l'article « opérateur de Laplace-Beltrami »). Le calcul différentiel de Beltrami pour l'étude des problèmes de physique mathématique a indirectement influencé les prémices du calcul tensoriel, formant la base des idées développées par Gregorio Ricci-Curbastro et Tullio Levi-Civita.
En élasticité, l'équation de Beltrami (it) exprime les conditions d'équilibre d'un solide élastique en termes de contrainte, généralisant les méthodes de type force, précédemment utilisées en résistance des matériaux (intégrales de Mohr fondées sur le théorème de Castigliano, fonction d'Airy pour l'équation biharmonique).
Les derniers travaux de Beltrami concernent une tentative d'interprétation mécanique des équations de Maxwell.

## Prix et distinctions
En 1875, il est lauréat du prix mathématique de l'Académie italienne des sciences.
L'astéroïde (15620) Beltrami est nommé en son honneur.

## Œuvres

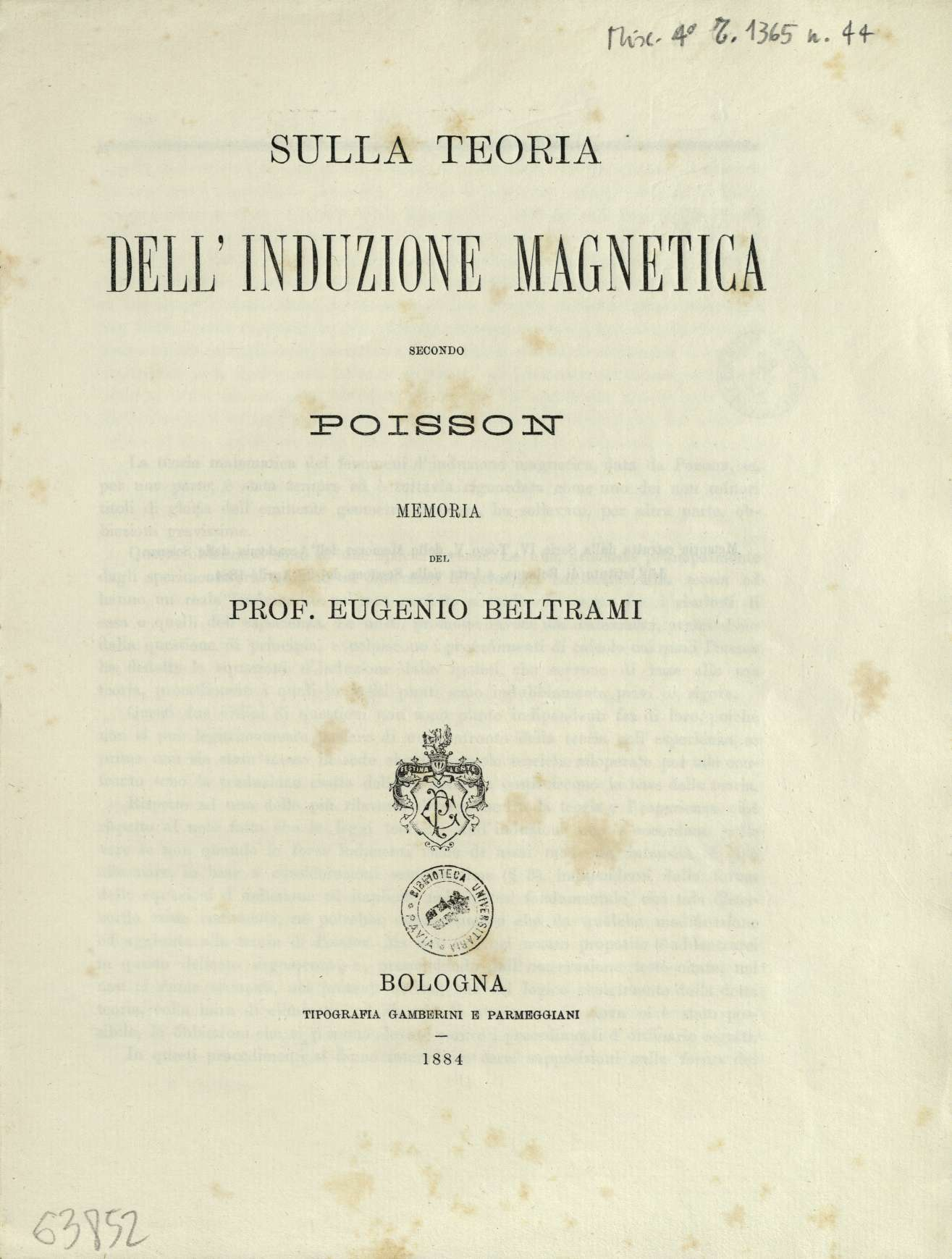
Sulla teoria dell'induzione magnetica secondo Poisson, 1884

- Eugenio Beltrami, « Saggio di interpretazione della geometria non-euclidea », Giornale di Mathematiche, vol. 4,‎ 1868, p. 285–315
- Eugenio Beltrami, « Teoria fondamentale degli spazii di curvatura costante », Annali di Matematica Pura ed Applicata, vol. 2,‎ 1868, p. 232–255 (DOI 10.1007/BF02419615, S2CID 120773141, lire en ligne)
- (it) Sulla teoria dell'induzione magnetica secondo Poisson, Bologna, 1884 (lire en ligne)
- Opere matematiche di Eugenio Beltrami  pubblicate per cura della Facoltà di scienze della r. Università di Roma (volumes 1–2) (U. Hoepli, Milano, 1902–1920)[1]
- Same edition, vols. 1–4